# Pohár vítězů pohárů 1968/1969
Pohár vítězů pohárů v sezóně 1968/69 byl 9. ročníkem této soutěže. Vítězem se stal ŠK Slovan Bratislava z bývalého Československa, který v basilejském finále porazil 3:2 FC Barcelonu.

## První kolo
| Tým #1               | Celk.    | Tým #2               | 1. zápas | 2. zápas |
| -------------------- | -------- | -------------------- | -------- | -------- |
| Dunfermline Athletic | 12 - 1   | APOEL                | 10 - 1   | 2 - 0    |
| Olympiacos           | 4 - 0    | KR Reykjavík         | 2 - 0    | 2 - 0    |
| Dinamo Bukurešť      | kont.    | Vasas ETO Győr       | -        | -        |
| Bruggy               | 3 - 3(v) | West Bromwich Albion | 3 - 1    | 0 - 2    |
| Partizani Tirana     | 2 - 3    | Turín                | 1 - 0    | 1 - 3    |
| Spartak Sofia        | kont.    | 1. FC Union Berlin   | -        | -        |
| Cardiff City FC      | 3 - 4    | FC Porto             | 2 - 2    | 1 - 2    |
| Slovan Bratislava    | 3 - 2    | FK Bor               | 3 - 0    | 0 - 2    |
| ADO Den Haag         | 6 - 1    | Grazer AK            | 4 - 1    | 2 - 0    |
| Girondins Bordeaux   | 2 - 4    | 1. FC Köln           | 2 - 1    | 0 - 3    |
| Randers Freja        | 3 - 1    | Shamrock Rovers FC   | 1 - 0    | 2 - 1    |
| US Rumelange         | 2 - 2(v) | Sliema Wanderers     | 2 - 1    | 0 - 1    |
| FC Lugano            | 0 - 4    | FC Barcelona         | 0 - 1    | 0 - 3    |
| Górnik Zábřeh        | kont.    | Dynamo Moskva        | -        | -        |
| Altay SK             | 4 - 5    | FK Lyn               | 3 - 1    | 1 - 4    |
| Crusaders FC         | 3 - 6    | IFK Norrköping       | 2 - 2    | 1 - 4    |

## Druhé kolo
| Tým #1               | Celk.     | Tým #2               | 1. zápas | 2. zápas |
| -------------------- | --------- | -------------------- | -------- | -------- |
| Dunfermline Athletic | 4 - 3     | Olympiacos           | 4 - 0    | 0 - 3    |
| Dinamo Bukurešť      | 1 - 5     | West Bromwich Albion | 1 - 1    | 0 - 4    |
| Turín                | Volný los |                      | -        | -        |
| FC Porto             | 1 - 4     | Slovan Bratislava    | 1 - 0    | 0 - 4    |
| ADO Den Haag         | 0 - 4     | 1. FC Köln           | 0 - 1    | 0 - 3    |
| Randers Freja        | 8 - 0     | Sliema Wanderers     | 6 - 0    | 2 - 0    |
| FC Barcelona         | Volný los |                      | -        | -        |
| FK Lyn               | 4 - 3     | IFK Norrköping       | 2 - 0    | 2 - 3    |

## Čtvrtfinále
| Tým #1               | Celk. | Tým #2               | 1. zápas | 2. zápas |
| -------------------- | ----- | -------------------- | -------- | -------- |
| Dunfermline Athletic | 1 - 0 | West Bromwich Albion | 0 - 0    | 1 - 0    |
| Turín                | 1 - 3 | Slovan Bratislava    | 0 - 1    | 1 - 2    |
| 1. FC Köln           | 5 - 1 | Randers Freja        | 2 - 1    | 3 - 0    |
| FC Barcelona         | 5 - 4 | FK Lyn               | 3 - 2    | 2 - 2    |

## Semifinále
| Tým #1               | Celk. | Tým #2            | 1. zápas | 2. zápas |
| -------------------- | ----- | ----------------- | -------- | -------- |
| Dunfermline Athletic | 1 - 2 | Slovan Bratislava | 1 - 1    | 0 - 1    |
| 1. FC Köln           | 3 - 6 | FC Barcelona      | 2 - 2    | 1 - 4    |

## Finále
| 21. května 1969                                          |       |                                           |                                           |
| ŠK Slovan Bratislava                                     | 3 : 2 | CF Barcelona                              | St. Jakob Stadium, Basilej diváci: 19 000 |
| Ľudovít Cvetler 2' Vladimír Hrivnák 30' Ján Čapkovič 42' |       | 16' José Antonio Zaldúa 52' Carles Rexach | St. Jakob Stadium, Basilej diváci: 19 000 |

| ŠK Slovan Bratislava | FC Barcelona |

## Vítěz
| Pohár vítězů pohárů 1968/1969 ŠK Slovan Bratislava Soupiska: Alexander Vencel – Jozef Fillo, Vladimír Hrivnák, Alexander Horváth, Ján Zlocha – Ľudovít Cvetler, Jozef Čapkovič, Ivan Hrdlička, Karol Jokl, Ladislav Móder, Ján Čapkovič Náhradníci: Jozef Határ Trenér: Michal Vičan |